# Брејден Шен
Брејден Мајкл Шен (енгл. Brayden Michael Schenn — Саскатун, 22. август 1991) професионални је канадски хокејаш на леду који игра на позицијама левог крила и центра.
Члан је сениорске репрезентације Канаде за коју је на међународној сцени дебитовао на светском првенству 2014. године. Годину дана касније са репрезентацијом је освојио и титулу светског првака.
Учествовао је на улазном драфту НХЛ лиге 2009. где га је као 5. пика у првој рунди одабрала екипа Лос Анђелес кингса. Већ у новембру исте године одиграо је и први меч у дресу Кингса (противник су били Ванкувер канакси). Након свега одиграних 9 утакмица током две сезоне за Кингсе, Шен у лето 2011. прелази у редове Филаделфија флајерса. У јулу 2016. потписао је нови четверогодишњи уговор са Флајерсима вредан 20,5 милиона америчких долара. 
Његов старији брат Лук такође је професионални хокејаш на леду и канадски репрезентативац.